# هیندوستان کونتسا
هیندوستان کونتسا (Hindustan Contessa) خودرویی است که در سال‌های ۱۹۸۲–۲۰۰۲تولید شده‌است.
طراحی آن خودروهای موتور جلو-محور عقب بوده طول آن در حالت طبیعی ۳٬۹۸۱ میلیمتر (۱۵۶٫۷ اینچ) و ارتفاع آن در حالت طبیعی ۵۴ اینچ (۱٬۴۰۰ میلیمتر) است. سیستم جعبه‌دندهٔ آن ۵ دنده به صورت دستی است.